# May-en-Multien
May-en-Multien is een dorp in Frankrijk. Er stromen een kanaal evenwijdig aan de Ourcq en de Ourcq zelf door de gemeente, omgeven door bos. De Ourq vormt de grens in het oosten van May-en-Multien met Crouy-sur-Ourcq en Ocquerre.
Hoewel May-en-Multien op 55 km ten noordoosten van het centrum van Parijs ligt, installeerde de Duitse generaal von Kluck zich in de Eerste Wereldoorlog daar in de kerktoren, omdat hij van daar zicht op de Eiffeltoren had en zo zijn beschieting van de stad kon coördineren.

## Kaart
De onderstaande kaart toont de ligging van May-en-Multien met de belangrijkste infrastructuur en aangrenzende gemeenten.

## Demografie
Onderstaande figuur toont het verloop van het inwonertal, bron: INSEE-tellingen. 

## Websites
- (fr)  Statistische informatie op de website van INSEE

1. ↑  Populations de référence 2022.